# Западный регион развития Румынии
Западный регион развития Румынии (рум. Regiunea de dezvoltare Vest) — один из регионов развития Румынии. Не является административной единицей, был создан в 1998 году для лучшей координации местного развития в процессе вступления Румынии в Европейский союз.

## Состав
В состав ЗРР Румынии входят жудецы:
- Арад
- Караш-Северин
- Тимиш
- Хунедоара